# Ravelin Ridge
Ravelin Ridge är en bergstopp i Antarktis. Den ligger i Sydshetlandsöarna. Argentina, Chile och Storbritannien gör anspråk på området. Toppen på Ravelin Ridge är 1 069 meter över havet, eller 86 meter över den omgivande terrängen. Bredden vid basen är 1,5 km.
Terrängen runt Ravelin Ridge är varierad. Havet är nära Ravelin Ridge norrut. Trakten är obefolkad. Det finns inga samhällen i närheten. 